# Zeche Scharnhorst

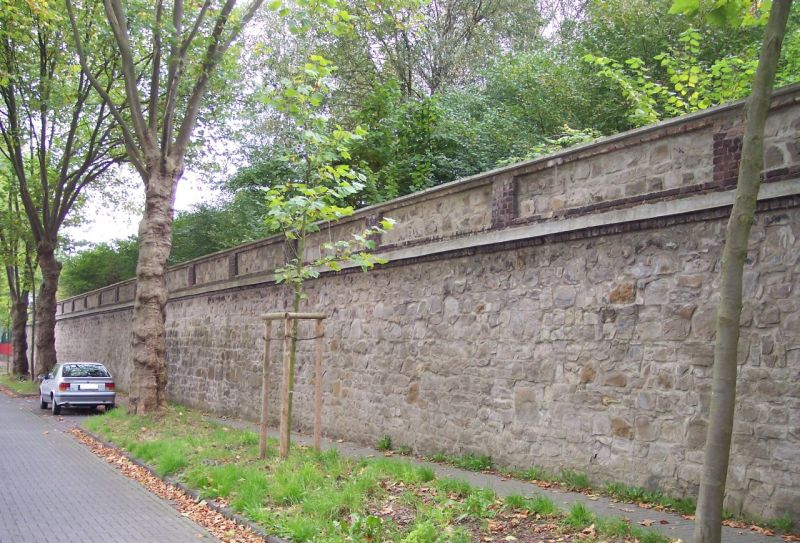
Zechenmauer der ehemaligen Zeche Scharnhorst heute

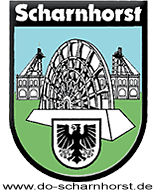
Wappen des Stadtteils Scharnhorst

Die Zeche Scharnhorst war ein Steinkohlen-Bergwerk im nach ihr benannten Dortmunder Stadtteil Alt-Scharnhorst.

## Geschichte
1871 wurde die nach dem preußischen General und Heeresreformer Gerhard von Scharnhorst benannte bergrechtliche Gewerkschaft des Steinkohlenbergwerkes Scharnhorst gegründet. 1872 begann man mit dem Abteufen des ersten Schachtes. Die Arbeiten mussten allerdings zwei Jahre später wegen starker Wassereinbrüche eingestellt werden.
Nachdem das Bergwerk 1891 zusammen mit den benachbarten Bergwerken Zeche Gneisenau und Zeche Preußen von der Harpener Bergbau AG übernommen worden war, setzte man die Abteufarbeiten 1897/1898 fort. Im August 1901 begann schließlich die Förderung. 1908 erreichte die Zeche mit rund 1820 Beschäftigten ihre maximale Förderung von 517.200 Tonnen. Eine Kokerei wurde von 1902 bis 1927 betrieben.
Nachdem 1930 eine unterirdische Verbindung auf der 3. Sohle zur Zeche Gneisenau hergestellt worden war, stellte die Zeche Scharnhorst am 1. Februar 1931 die Förderung ein. Für Seilfahrt, Bewetterung und Materialbeförderung blieb sie aber noch bis zum 31. Juli 1975 in Betrieb.

## Gegenwart
Auf dem ehemaligen Zechengelände befindet sich heute ein (noch nicht vollständig bebautes) Gewerbegebiet, gelegen an der Straße Zeche Scharnhorst.
Von der repräsentativen, symmetrisch angelegten und einheitlich gestalteten Schachtanlage ist fast nichts übrig geblieben, einziges spärliches Relikt ist eine mittlerweile restaurierte Zechenmauer. In der Umgebung sind aber die zugehörigen Zechensiedlungen zum Teil noch erhalten. Die Seilscheibe der als Tomson-Böcke gebauten Fördergerüste ziert heute als Symbol das Wappen des Stadtteils Scharnhorst.
Die Zeche ist als Bodendenkmal in die Denkmalliste der Stadt Dortmund eingetragen.